# Embrujada (pel·lícula de 1976)
 Embrujada és una pel·lícula de l'Argentina filmada en Eastmancolor dirigida per Armando Bó segons el seu propi guió que va ser produïda en 1969 i es va estrenar el 18 de novembre de 1976. Va tenir com a actors principals a Isabel Sarli, Daniel de Alvarado, Miguel Ángel Olmos i Luis Alberto del Paraná.
La pel·lícula va ser filmada parcialment a Misiones i inclou fragments d'India (1959) del mateix Bó.

## Sinopsi
El matrimoni format per un poderós fuster i una índia, un visitant i el fantasma d'un mite popular: el Pombero.

## Repartiment
- Isabel Sarli
- Daniel de Alvarado
- Miguel Ángel Olmos
- Luis Alberto del Paraná
- Adolpho Chadler
- Sonia Brasil
- Josefina Daniele
- Gilberto Sierra
- Armando Bó
- Cayetano Promencio

## Comentaris
Daniel López a La Opinión va escriure:
| « | ”L'aspecte formal sembla molt més cuidat. La seqüència final, amb el rostre i els grazos d'Isabel ensangonats, i tota ella presa de la bogeria, mentre la banda sonora deixa sentir el plor del bebè encara que magnífica en si mateixa, té reminiscències del film de Roman Polanski La llavor del diable.” | » |

Manrupe y Portela escriuen:
| « | ”…aborda el tema del sobrenatural i el paisatgístic, amb criteri d'espectacle. A més d'Isabel, mereix veure's el Pombero, en una caracterització al·lucinant.” | » |